# René Steinke
René Dan Steinke (* 16. November 1963 in Ost-Berlin) ist ein deutscher Schauspieler.

## Leben und Karriere
Steinke absolvierte nach dem Schulabschluss eine Ausbildung als Nachrichtentechniker. 1987 spielte er in dem Film Vernehmung der Zeugen erstmals eine Hauptrolle. 1989 wurde er an der Schauspielschule Ernst Busch angenommen und beendete 1993 seine Ausbildung. Steinke erhielt ein festes Angebot an der Berliner Volksbühne, wo er verschiedene Hauptrollen spielte.
Im Jahr 1999 übernahm Steinke die Rolle des Kriminalhauptkommissars (KHK) Tom Kranich in der von RTL produzierten Actionserie Alarm für Cobra 11 – Die Autobahnpolizei und wurde 2003 durch Christian Oliver als KK Jan Richter abgelöst. Im März 2005 kehrte Steinke in die Serie zurück und gab dann im Januar 2006 seinen endgültigen Ausstieg bekannt. Seinen letzten Drehtag hatte er am 8. Februar 2006. Steinkes Figur Tom Kranich wurde in der 158. Folge mit dem Titel Auf Leben und Tod (Erstausstrahlung: 22. März 2007) bei einem Undercover-Einsatz erschossen. Sein direkter Nachfolger in der Serie war Gedeon Burkhard (2007–2008).
Er lebt in Berlin und ist mit der Schauspielerin Bianca Warnek verheiratet. Sie haben seit 2020 einen gemeinsamen Sohn.

## Filmografie
- 1987: Vernehmung der Zeugen
- 1990: Alter schützt vor Liebe nicht (Fernsehfilm)
- 1995: Imken, Anna und Maria
- 1995: Nikolaikirche
- 1996: Der Landarzt (Fernsehserie)
- 1996: Seitensprung in den Tod
- 1996: Ein Mord für Quandt (Serie)
- 1997: Die Wache (Fernsehserie)
- 1997: Polizeiruf 110 – Heißkalte Liebe
- 1997: Die Rettungsflieger (Fernsehserie)
- 1998: Fieber
- 1998: Happy Birthday
- 1998: Ich liebe eine Hure
- 1998: Unser Charly
- 1999–2003, 2005–2007: Alarm für Cobra 11 – Die Autobahnpolizei (Fernsehserie, 83 Folgen)
- 2003: Traumprinz in Farbe
- 2003: Wilde Engel (Episode: Der Maulwurf)
- 2003: Der Ferienarzt in der Wachau (Fernsehfilm-Reihe)
- 2003: Lockruf der Vergangenheit
- 2004: Eine Prinzessin zum Verlieben (Fernsehfilm)
- 2005: Die Braut von der Tankstelle  (Fernsehfilm)
- 2006: Hammer und Hart (Fernsehfilm, Gastrolle)
- 2006: Küss mich, Genosse!
- 2006–2007, 2012, 2018, 2020: Pastewka (Fernsehserie)
- 2007: Die Jäger des Ostsee-Schatzes (Fernsehfilm)
- 2007: Entführt – Ich hol dich da raus (Fernsehfilm)
- 2008: Plötzlich Papa – Einspruch abgelehnt! (Fernsehserie)
- 2009: Klick ins Herz (Fernsehfilm)
- 2009: SOKO Köln (Fernsehserie)
- 2009: Auch Lügen will gelernt sein (Fernsehfilm)
- 2010, 2022: SOKO Leipzig (Fernsehserie)
- 2010: Carla (AT) (Fernsehserie)
- 2011: Küstenwache (Fernsehserie)
- 2011: Notruf Hafenkante (Fernsehserie, Folge Goldfisch)
- 2012: Der letzte Bulle (Fernsehserie) (7 Folgen)
- 2013–2014: Danni Lowinski
- 2015: Josephine Klick – Allein unter Cops (Fernsehserie)
- 2017: Die Eifelpraxis – Eine Frage des Muts (Filmreihe)
- 2018–2019: Beck is back! (Fernsehserie)
- 2020, 2021: In aller Freundschaft (Fernsehserie, Folgen Lebenswille, Ungeklärtes, Geplatzte Hoffnungen, Gleichklang)
- 2023: Ein starkes Team (Fernsehserie)
- 2024: Blutige Anfänger (Fernsehserie)
- 2024: WaPo Bodensee (Fernsehserie, Folge Eine Leiche taucht auf)

## Hörspiele (Auswahl)
- 1996: Dacia Maraini: Stimmen – Regie: Götz Fritsch (Produktion: WDR)